# Južna obala Hvara - od rta Nedjelja do uvale Česminica
Južna obala Hvara - od rta Nedjelja do uvale Česminica este o arie protejată (sit de importanță comunitară — SCI) din Croația întinsă pe o suprafață de 1.610,6 ha, integral marine.

## Localizare
Centrul sitului Južna obala Hvara - od rta Nedjelja do uvale Česminica este situat la coordonatele 43°06′50″N 16°53′28″E / 43.114°N 16.891°E.

## Înființare
Situl Južna obala Hvara - od rta Nedjelja do uvale Česminica a fost declarat sit de importanță comunitară în iulie 2013 pentru a proteja un număr necunoscut de specii din flora spontană și fauna sălbatică aflate în arealul zonei.

## Biodiversitate
Situată în ecoregiunea marină mediteraneană, aria protejată conține 4 habitate naturale: Bancuri de nisip acoperite în permanență slab de apă marină, Straturi cu Posidonia (Posidonion oceanicae), Terase mlăștinoase și terase nisipoase neacoperite de apă la reflux, Peșteri marine scufundate complet sau parțial.
La baza desemnării sitului se află un număr nedeclarat de specii protejate.